# Tang Gaozong
Tang Gaozong (* 628; † Dezember 683) war ein chinesischer Kaiser der Tang-Dynastie. Er regierte von 649 bis 683.
Gaozong (oder Kao Tsung) wurde als Prinz Li Zhi, Sohn des Kaisers Tang Taizong, geboren. Li Zhi galt als ruhige und fügsame Person ohne große Eigeninitiative. Diese Charakterzüge dürften entscheidend gewesen sein, als Li Zhi im Jahre 643 zum Kronprinz gemacht wurde, obwohl er nur der neuntgeborene Sohn Kaiser Taizongs war. Zuvor war der Kronprinz Li Chengqian durch seinen Lebenswandel für die Übernahme der Kaiserwürde unmöglich geworden. Nachdem es zu Intrigen unter den Tang-Prinzen gekommen war, favorisierte eine Mehrheit der Minister Li Zhi als künftigen Thronerben.
Im Jahre 649 (teils wird in der Forschung auch das Jahr 650 angenommen) wurde Li Zhi nach dem Tod seines Vaters unter dem Tempelnamen Gaozong Kaiser von China. In seinen ersten Regierungsjahren führten einflussreiche Minister die Staatsgeschäfte, wobei Gaozong in keiner großen Entscheidung eigene Initiative zeigte.
Die Expansionspolitik der Tang-Dynastie hatte in ihrer frühen Phase ein stetiges Defizit zur Folge. Unter Gaozong waren aber die staatlichen Reserven durch die extreme Besteuerung der Haushalte unter der vorausgegangenen Sui-Dynastie noch groß genug, sodass die großen Ausgaben keine weiteren Folgen zeitigten.
Im Westen hatte es schon unter Gaozongs Vorgänger gewaltsame Konflikte mit den Arabern gegeben. Der Kaiserhof versuchte aus diesem Grund Anfang der 660er Jahre ein Bündnis mit Ostrom zu schmieden. Es kam zwar zu Verhandlungen, aber ein direkter Bündnisvertrag wird nirgendwo erwähnt. Weitere Initiativen in dieser Richtung scheint es nicht gegeben zu haben. Als Grund hierfür wird eine Unterbrechung der expansiven Phase des Islam ab Beginn der 660er Jahre angesehen.
Die Innenpolitik unter Gaozong wurde maßgeblich von der einflussreichen Konkubine und späteren Kaiserin Wu Zetian beeinflusst. Sie gelangte 640 als Konkubine niederen Ranges an den Kaiserhof, wurde aber schon vor Li Zhis Thronbesteigung dessen Geliebte. 651 gebar sie ihm einen Sohn. Bald darauf ließ sie die Kaiserin Wang, die einer der einflussreichsten Familien des Reiches angehörte, unter dem Vorwand töten, sie habe ihre Tochter ermordet. Anschließend stieg sie selbst zur Kaiserin auf.
Wu Zetian ließ einen Großteil der Minister absetzen und ermorden. Changsun Wuji, einer der engsten Berater des Kaisers, wurde nach Guizhou verbannt. Als Stütze diente ihr hierbei die Gentry in den Gebieten Henan, Hebei und am Yangzi. Sie profitierte von der Neuordnung des staatlichen Prüfungssystems in den 660er und 670er Jahren und stieg durch den neu eingeführten jinshi-Grad in die höchsten Staatsämter auf. Als Versuch, die Gentry dieser Gebiete an Wu Zetian zu binden, ist auch die 657 erfolgte Verlegung der Hauptstadt nach Luoyang zu betrachten.
Gegen Ende von Gaozongs Herrschaft kam es zu Ernteausfällen. In den späten Regierungsjahren Gaozongs begann Wu Zetian, die Nachfolge für einen ihrer Söhne zu sichern. 675 soll sie den Kronprinzen Li Hong ermordet haben. 679 wurde der neue Kronprinz, Li Xian, eines Komplottes gegen den Kaiser beschuldigt und zum Selbstmord gezwungen. Weitere Söhne Gaozongs wurden in die Verbannung geschickt. So konnte der Sohn Wu Zetians bei Gaozongs Tod im Dezember 683 als Kaiser Zhongzong die Regierung übernehmen.

## Tod und Nachfolge
Kaiser Gaozong starb am 27. Dezember 683 in Luoyang. Zunächst trat sein Sohn Li Zhe (Kaiser Zhongzong) die Nachfolge an, wurde jedoch bald durch Wu Zetian selbst entmachtet. Gaozong wurde gemeinsam mit Wu im Qianling-Mausoleum bei Xi’an beigesetzt – eine symbolisch bedeutsame Doppelgrabstätte.

## Nachwirkung
Obwohl Gaozong nominell über drei Jahrzehnte herrschte, wurde seine Regierungszeit stark durch den wachsenden Einfluss Wu Zetians geprägt. Historiker bewerten ihn oft als schwachen Herrscher, dessen politisches Profil hinter dem seiner Ehefrau verblasste. Dennoch war seine Herrschaft durch territoriale Expansion sowie kulturelle und religiöse Aktivitäten wie die Himmelsopferzeremonie auf dem Tai Shan gekennzeichnet.

## Grabstätte
Das Qianling-Mausoleum, errichtet im Jahr 684, gilt als bedeutendste Tang-Grabstätte. Es befindet sich auf dem Liangshan-Berg nordwestlich von Xi’an. Das Grab blieb ungeöffnet, enthält jedoch wertvolle Grabstatuen und Reliefs, die Aufschluss über die Ästhetik und das Machtverständnis der Tang-Zeit geben.